# Fabián O'Neill
Fabián Alberto O'Neill Dominguez (Paso de los Toros, 14 ottobre 1973 – Montevideo, 25 dicembre 2022) è stato un calciatore uruguaiano, di ruolo centrocampista.

## Biografia
Era di discendenza irlandese ed era soprannominato "El Mago" per le notevoli qualità tecniche, che portarono Zinédine Zidane a definirlo come "il giocatore più talentuoso che abbia mai visto giocare".
Morì il 25 dicembre 2022 all'età di 49 anni in una clinica di Montevideo, dove era ricoverato in terapia intensiva a causa di una malattia epatica.

## Carriera

### Club
Mosse i suoi primi passi nel Defensor, squadra dilettantistica del suo paese. All'età di 15 anni entrò a far parte nel settore giovanile del Nacional di Montevideo. Esordì con la prima squadra nel 1992 e lo stesso anno vince il campionato.
Nel novembre del 1995 venne acquistato dal Cagliari. Esordì in campionato il 26 novembre contro il Napoli e il 21 aprile 1996 segnò la sua prima rete in Serie A durante l'incontro casalingo contro il Vicenza vinto per 2-0. Con i rossoblu giocò per cinque stagioni consecutive, di cui quattro in serie A e una in Serie B, totalizzando in campionato 120 presenze e 12 gol.
Nell'estate del 2000 si trasferì alla Juventus, che lo aveva acquistato l'anno precedente per 18 miliardi di lire più il prestito di Raffaele Ametrano. Con i bianconeri non riesce a ripetere le ottime prestazioni messe in mostra nel Cagliari, smarrendo anche la forma fisica.
Nel gennaio del 2002 viene ceduto al Perugia nell'ambito della trattativa che porta Davide Baiocco alla Juventus. Con i grifoni scese in campo in 9 occasioni; segnò un'unica rete il 3 marzo contro il Torino su calcio di punizione. L'allenatore del Perugia Serse Cosmi lo definì tecnicamente come il più forte giocatore che avesse mai allenato, ma indicò anche che presentava una certa debolezza caratteriale.
Al termine della stagione rescinde il contratto che lo legava al Perugia e ritorna al Cagliari, in Serie B. La sua seconda esperienza in Sardegna dura solo pochi mesi, senza mai scendere in campo; decide quindi di tornare in Uruguay nel Nacional, dove conclude la carriera professionistica nel 2003, all'età di 29 anni.

### Nazionale
Ha disputato il mondiale Under-20 del 1993, contribuendo con 4 presenze e 2 gol al passaggio della Celeste ai quarti di finale, dove venne sconfitta dall'Australia.
Conta 19 presenze e 2 gol con la Nazionale maggiore, con la quale ha esordito il 16 giugno 1993 contro gli Stati Uniti in Copa América. Viene convocato per il campionato del mondo 2002, ma non scese mai in campo a causa di un infortunio al tendine d'Achille.

## Riconoscimenti
Il Cagliari lo ha inserito nella sua Hall of Fame.

## Statistiche

### Presenze e reti nei club
| Stagione        | Squadra         | Campionato      | Campionato | Campionato | Coppe nazionali | Coppe nazionali | Coppe nazionali | Coppe continentali | Coppe continentali | Coppe continentali | Totale | Totale |
| Stagione        | Squadra         | Comp            | Pres       | Reti       | Comp            | Pres            | Reti            | Comp               | Pres               | Reti               | Pres   | Reti   |
| --------------- | --------------- | --------------- | ---------- | ---------- | --------------- | --------------- | --------------- | ------------------ | ------------------ | ------------------ | ------ | ------ |
| 1992            | Nacional        | PD              | 6          | 1          | -               | -               | -               | CL                 | 0                  | 0                  | 6      | 1      |
| 1993            | Nacional        | PD              | 19         | 5          | -               | -               | -               | CL                 | 4                  | 0                  | 23     | 5      |
| 1994            | Nacional        | PD              | 19         | 4          | -               | -               | -               | CL                 | 3                  | 2                  | 22     | 6      |
| 1995            | Nacional        | PD              | 19         | 5          | -               | -               | -               | -                  | -                  | -                  | 19     | 5      |
| 1995-1996       | Cagliari        | A               | 15         | 1          | CI              | 2               | 1               | -                  | -                  | -                  | 17     | 2      |
| 1996-1997       | Cagliari        | A               | 25+1       | 2+0        | CI              | 2               | 0               | -                  | -                  | -                  | 28     | 2      |
| 1997-1998       | Cagliari        | B               | 28         | 2          | CI              | 2               | 0               | -                  | -                  | -                  | 30     | 2      |
| 1998-1999       | Cagliari        | A               | 31         | 5          | CI              | 3               | 0               | -                  | -                  | -                  | 34     | 5      |
| 1999-2000       | Cagliari        | A               | 21         | 2          | CI              | 6               | 3               | -                  | -                  | -                  | 27     | 5      |
| 2000-2001       | Juventus        | A               | 10         | 0          | CI              | 1               | 0               | UCL                | 2                  | 0                  | 13     | 0      |
| 2001-gen. 2002  | Juventus        | A               | 4          | 0          | CI              | 0               | 0               | UCL                | 3                  | 0                  | 7      | 0      |
| Totale Juventus | Totale Juventus | Totale Juventus | 14         | 0          |                 | 1               | 0               |                    | 5                  | 0                  | 20     | 0      |
| gen.-giu. 2002  | Perugia         | A               | 9          | 1          | CI              | 0               | 0               | -                  | -                  | -                  | 9      | 1      |
| ago.-ott. 2002  | Cagliari        | B               | 0          | 0          | CI              | 0               | 0               | -                  | -                  | -                  | 0      | 0      |
| Totale Cagliari | Totale Cagliari | Totale Cagliari | 120+1      | 12+0       |                 | 15              | 4               |                    | -                  | -                  | 136    | 16     |
| 2003            | Nacional        | PD              | 5          | 0          | -               | -               | -               | CL                 | 3                  | 2                  | 8      | 2      |
| Totale Nacional | Totale Nacional | Totale Nacional | 68         | 15         |                 | -               | -               |                    | 10                 | 4                  | 78     | 19     |
| Totale carriera | Totale carriera | Totale carriera | 212        | 28         |                 | 16              | 4               |                    | 15                 | 4                  | 243    | 36     |

### Cronologia presenze e reti in nazionale
| Cronologia completa delle presenze e delle reti in nazionale ― Uruguay | Cronologia completa delle presenze e delle reti in nazionale ― Uruguay | Cronologia completa delle presenze e delle reti in nazionale ― Uruguay | Cronologia completa delle presenze e delle reti in nazionale ― Uruguay | Cronologia completa delle presenze e delle reti in nazionale ― Uruguay | Cronologia completa delle presenze e delle reti in nazionale ― Uruguay | Cronologia completa delle presenze e delle reti in nazionale ― Uruguay | Cronologia completa delle presenze e delle reti in nazionale ― Uruguay |
| Data                                                                   | Città                                                                  | In casa                                                                | Risultato                                                              | Ospiti                                                                 | Competizione                                                           | Reti                                                                   | Note                                                                   |
| ---------------------------------------------------------------------- | ---------------------------------------------------------------------- | ---------------------------------------------------------------------- | ---------------------------------------------------------------------- | ---------------------------------------------------------------------- | ---------------------------------------------------------------------- | ---------------------------------------------------------------------- | ---------------------------------------------------------------------- |
| 16-6-1993                                                              | Ambato                                                                 | Uruguay                                                                | 1 – 0                                                                  | Stati Uniti                                                            | Coppa America 1993 - 1º turno                                          | -                                                                      |                                                                        |
| 11-10-1995                                                             | Salvador                                                               | Brasile                                                                | 2 – 0                                                                  | Uruguay                                                                | Amichevole                                                             | -                                                                      |                                                                        |
| 15-12-1996                                                             | Montevideo                                                             | Uruguay                                                                | 2 – 0                                                                  | Perù                                                                   | Qual. Mondiali 1998                                                    | -                                                                      |                                                                        |
| 12-2-1997                                                              | Quito                                                                  | Ecuador                                                                | 4 – 0                                                                  | Uruguay                                                                | Qual. Mondiali 1998                                                    | -                                                                      |                                                                        |
| 8-6-1997                                                               | Montevideo                                                             | Uruguay                                                                | 1 – 1                                                                  | Colombia                                                               | Qual. Mondiali 1998                                                    | -                                                                      |                                                                        |
| 18-8-1999                                                              | Montevideo                                                             | Uruguay                                                                | 5 – 4                                                                  | Costa Rica                                                             | Amichevole                                                             | 1                                                                      |                                                                        |
| 8-9-1999                                                               | Montevideo                                                             | Uruguay                                                                | 2 – 0                                                                  | Venezuela                                                              | Amichevole                                                             | -                                                                      |                                                                        |
| 17-11-1999                                                             | Maldonado                                                              | Uruguay                                                                | 0 – 1                                                                  | Paraguay                                                               | Amichevole                                                             | -                                                                      |                                                                        |
| 29-3-2000                                                              | Montevideo                                                             | Uruguay                                                                | 1 – 0                                                                  | Bolivia                                                                | Qual. Mondiali 2002                                                    | -                                                                      |                                                                        |
| 3-6-2000                                                               | Montevideo                                                             | Uruguay                                                                | 2 – 1                                                                  | Cile                                                                   | Qual. Mondiali 2002                                                    | -                                                                      |                                                                        |
| 28-6-2000                                                              | Rio de Janeiro                                                         | Brasile                                                                | 1 – 1                                                                  | Uruguay                                                                | Qual. Mondiali 2002                                                    | -                                                                      |                                                                        |
| 18-7-2000                                                              | Montevideo                                                             | Uruguay                                                                | 3 – 1                                                                  | Venezuela                                                              | Qual. Mondiali 2002                                                    | -                                                                      |                                                                        |
| 26-7-2000                                                              | Montevideo                                                             | Uruguay                                                                | 0 – 0                                                                  | Perù                                                                   | Qual. Mondiali 2002                                                    | -                                                                      |                                                                        |
| 15-8-2000                                                              | Bogotà                                                                 | Colombia                                                               | 1 – 0                                                                  | Uruguay                                                                | Qual. Mondiali 2002                                                    | -                                                                      |                                                                        |
| 28-3-2001                                                              | Montevideo                                                             | Uruguay                                                                | 0 – 1                                                                  | Paraguay                                                               | Qual. Mondiali 2002                                                    | -                                                                      |                                                                        |
| 27-3-2002                                                              | Dammam                                                                 | Arabia Saudita                                                         | 3 – 2                                                                  | Uruguay                                                                | Amichevole                                                             | 1                                                                      |                                                                        |
| 17-4-2002                                                              | Milano                                                                 | Italia                                                                 | 1 – 1                                                                  | Uruguay                                                                | Amichevole                                                             | -                                                                      |                                                                        |
| 12-5-2002                                                              | Washington                                                             | Stati Uniti                                                            | 2 – 1                                                                  | Uruguay                                                                | Amichevole                                                             | -                                                                      |                                                                        |
| 16-5-2002                                                              | Shenyang                                                               | Cina                                                                   | 0 – 2                                                                  | Uruguay                                                                | Amichevole                                                             | -                                                                      |                                                                        |
| Totale                                                                 |                                                                        | Presenze                                                               | 19                                                                     |                                                                        | Reti                                                                   | 2                                                                      |                                                                        |

| Cronologia completa delle presenze e delle reti in nazionale ― Uruguay under 20 | Cronologia completa delle presenze e delle reti in nazionale ― Uruguay under 20 | Cronologia completa delle presenze e delle reti in nazionale ― Uruguay under 20 | Cronologia completa delle presenze e delle reti in nazionale ― Uruguay under 20 | Cronologia completa delle presenze e delle reti in nazionale ― Uruguay under 20 | Cronologia completa delle presenze e delle reti in nazionale ― Uruguay under 20 | Cronologia completa delle presenze e delle reti in nazionale ― Uruguay under 20 | Cronologia completa delle presenze e delle reti in nazionale ― Uruguay under 20 |
| Data                                                                            | Città                                                                           | In casa                                                                         | Risultato                                                                       | Ospiti                                                                          | Competizione                                                                    | Reti                                                                            | Note                                                                            |
| ------------------------------------------------------------------------------- | ------------------------------------------------------------------------------- | ------------------------------------------------------------------------------- | ------------------------------------------------------------------------------- | ------------------------------------------------------------------------------- | ------------------------------------------------------------------------------- | ------------------------------------------------------------------------------- | ------------------------------------------------------------------------------- |
| 6-3-1993                                                                        | Brisbane                                                                        | Uruguay under 20                                                                | 1 – 1                                                                           | Ghana under 20                                                                  | Mondiali Under-20 1993 - 1º turno                                               | -                                                                               |                                                                                 |
| 9-3-1993                                                                        | Brisbane                                                                        | Portogallo under 20                                                             | 1 – 2                                                                           | Uruguay under 20                                                                | Mondiali Under-20 1993 - 1º turno                                               | 2                                                                               | 53’                                                                             |
| 11-3-1993                                                                       | Brisbane                                                                        | Germania under 20                                                               | 1 – 2                                                                           | Uruguay under 20                                                                | Mondiali Under-20 1993 - 1º turno                                               | -                                                                               | 75’                                                                             |
| 13-3-1993                                                                       | Brisbane                                                                        | Uruguay under 20                                                                | 1 – 2 dts                                                                       | Australia under 20                                                              | Mondiali Under-20 1993 - Quarti di finale                                       | -                                                                               | 78’                                                                             |
| Totale                                                                          |                                                                                 | Presenze                                                                        | 4                                                                               |                                                                                 | Reti                                                                            | 2                                                                               |                                                                                 |

## Palmarès

### Club
- Campionato uruguaiano: 1

Nacional: 1992
- Liguilla Pre-Libertadores de América: 2

Nacional: 1992, 1993